# رادولف کرای
رادولف کرای (چکی: Rudolf Kraj؛ زادهٔ ۵ دسامبر ۱۹۷۷) بوکسور اهل جمهوری چک است.